# Wijnaldum (Pays-Bas)
Pour les articles homonymes, voir Wijnaldum.

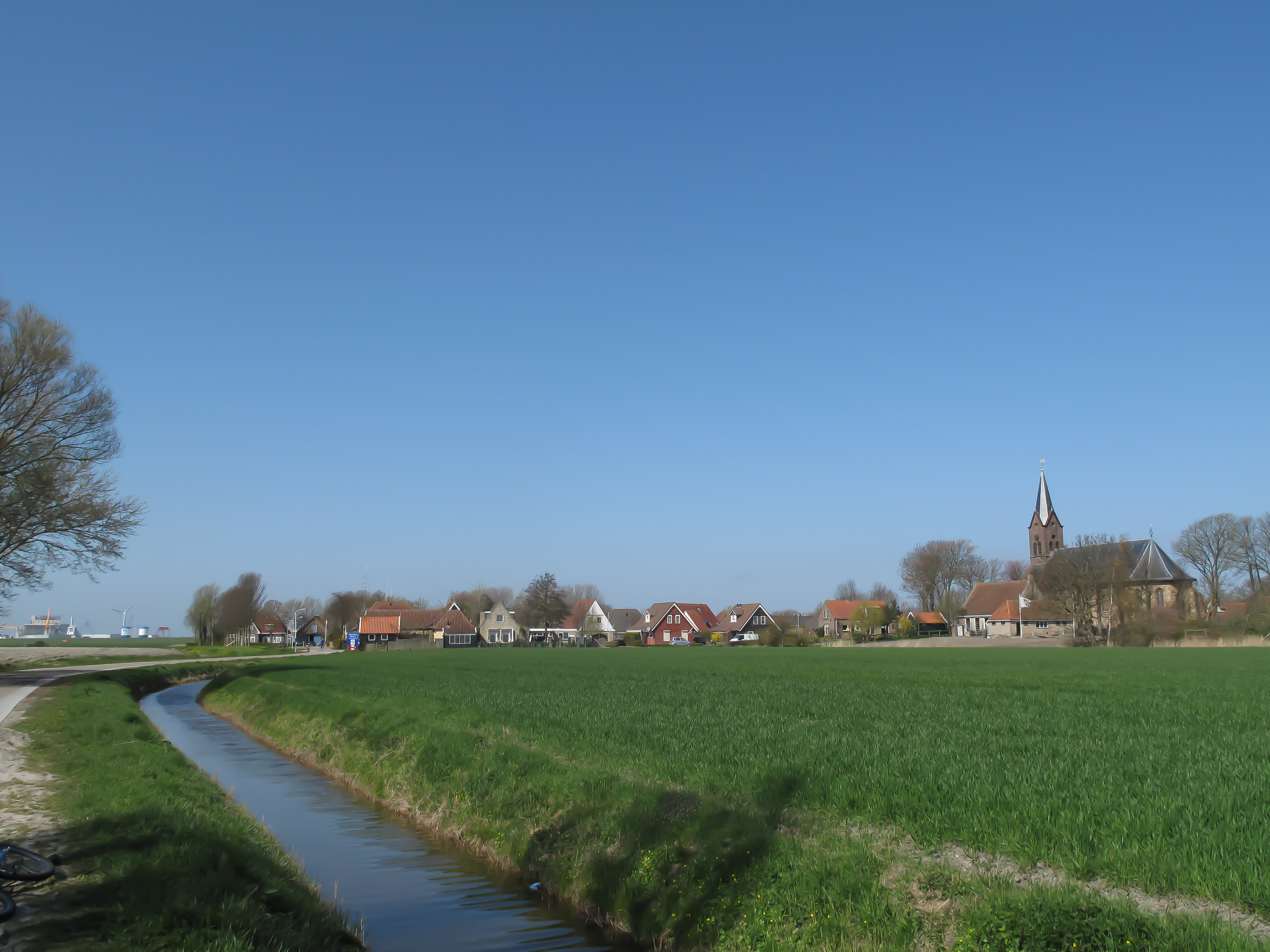
Wijnaldum, vue sur le village

Wijnaldum est un village situé dans la commune néerlandaise de Harlingen, dans la province de la Frise. Son nom en frison est Winaam. Le 1er janvier 2004, le village comptait 380 habitants.